# Прокопович, Оливера
Оливера Прокопович (26 декабря 1949 — 2007) — сербская шахматистка, международный мастер (1979) среди женщин.
Чемпионка Югославии (1978). В составе сборной Югославии участница двух Олимпиад (1978—1980).

## Изменения рейтинга
| Графики недоступны из-за технических проблем. См. информацию на Фабрикаторе и на mediawiki.org. |